# Girl Genius
Girl Genius to fantastyczna seria komiksowa zmieniona w komiks internetowy, której autorami są Phil i Kaja Foglio. Komiks zdobył wiele nagród, m.in. trzy Nagrody Hugo za Najlepszą Opowieść Graficzną, a także nominacji, w tym dwie do Nagrody Eisnera.
Autorzy nazywają gatunek do którego należy komiks „gaslamp fantasy” - świat komiksu ma cechy steampunkowe, lecz istnieją w nim także m.in. zaawansowane metody biotechnologiczne. Poza tym komiks zawiera także sporo elementów humorystycznych.

## Świat komiksu
Tło fabularne komiksu ma cechy historii alternatywnej dziejącej się w epoce przypominającej nieco czasy wiktoriańskie. Główną różnicą między światem realnym a światem przedstawionym w komiksie stanowi obecność w nim tzw. sparks - szalonych geniuszy, którzy z łatwością potrafią dokonywać rzeczy uznawanych za niemożliwe. Ze względu na swoje wielkie umiejętności i charyzmę najpotężniejsi z nich stanowią klasę panującą.

## Bohaterowie
Tytułową bohaterką i protagonistką komiksu jest Agatha, która niespodziewanie okazuje się być dziedziczką sławnego rodu Heterodyne i niezwykle utalentowanym „sparkiem”. Ważnymi bohaterami są też jej adoratorzy Gil i Tarvek - młodzi geniusze i spadkobiercy panujących rodów. Dziewczyna zdobywa też licznych przyjaciół i sojuszników z którymi podróżuje. Należą do nich wojownicza księżniczka Zeetha, inteligentny kot Krosp, czy Violetta, należąca do tzw. „Smoke Knights”.